# Джорджтаун (остров Вознесения)
Джорджтаун (англ. Georgetown) — административный центр острова Вознесения, расположенный на западном побережье острова.
По данным 2003 года в городе проживали около 560 человек, что составляет почти половину всех жителей острова.

Карта Джорджтауна

Город также известен как Гарнизон. Это название ему дали английские морские пехотинцы, отправленные сюда в начале XIX века после ссылки Наполеона на остров Святой Елены. Построенная в 1861 году неподалёку от их казарм церковь Пресвятой Девы Марии является историческим центром города.
В настоящее время помимо церкви в Джорджтауне есть небольшой стадион, маленький супермаркет, почта, отделение полиции, больница, стоматология и библиотека. Школа, однако, расположена в глубине острова, в посёлке Ту Боатс Вилледж (Two Boats).
Над городом возвышается холм Кросс Хилл (Cross Hill), на котором расположен форт Бедфорд (Bedford). Здесь сохранились некоторые старинные орудия, а также оружие времён Второй мировой войны. Оно успешно использовалось при отражении немецкой атаки. В другой части города расположен ещё один старый форт, в котором сейчас находится музей.
Джорджтаун — центр жизни острова Вознесения. На местном стадионе проходят соревнования по лёгкой атлетике, здесь же проходят основные торжества, посвящённые Дню Острова. В единственный на острове порт заходят корабли из Великобритании и Южной Африки. Наконец, здесь расположены офисы практически всех компаний, ведущих деятельность на о. Вознесения и о. Святой Елены.